# Селивановское сельское поселение (Ростовская область)
Селивановское сельское поселение — муниципальное образование в Милютинском районе Ростовской области.
Административный центр поселения — станица Селивановская.

## Административное устройство
В состав Селивановского сельского поселения входят:
- станица Селивановская;
- хутор Варламовка;
- хутор Волоцков;
- хутор Вячеслав;
- хутор Коньков;
- хутор Кутейников;
- хутор Новодмитриевский;
- посёлок Полесье;
- хутор Севостьянов;
- хутор Широков.

## Население
| 2010  | 2012  | 2013  | 2014  | 2015  | 2016  | 2017  |
| ----- | ----- | ----- | ----- | ----- | ----- | ----- |
| 3164  | ↘3064 | ↘2978 | ↘2865 | ↘2815 | ↘2743 | ↘2673 |
| 2018  | 2019  | 2020  | 2021  |       |       |       |
| ↘2622 | ↘2524 | ↘2453 | ↘2371 |       |       |       |